# František Ševčík
František Ševčík (Vilémovoce, 1942. január 11. – Jihlava, 2017. július 22.) olimpiai ezüstérmes csehszlovák válogatott cseh jégkorongozó.

## Pályafutása
Az 1968-as grenoble-i olimpián ezüstérmes lett a csehszlovák válogatottal. Két-két világbajnoki ezüst- és bronzérmet szerzett a pályafutása alatt.

## Sikerei, díjai
- Olimpiai játékok
  - ezüstérmes: 1968, Grenoble
- Világbajnokság
  - ezüstérmes: 1965, 1966
  - bronzérmes: 1969, 1970